# Maniac Mansion (Fernsehserie)
Maniac Mansion war eine kanadische Science-Fiction-/Familien-Sitcom, die sehr lose an das gleichnamige Computerspiel von LucasArts angelehnt ist.
Die in Toronto, Ontario gedrehte Fernsehserie wurde von Atlantis Films für den Family Channel in den Vereinigten Staaten und YTV in Kanada produziert. Drei komplette Staffeln mit insgesamt 66 30-minütige Episoden wurden ausgestrahlt.

## Grundlage der Fernsehserie
Die Handlung der Fernsehserie basiert lose auf dem Computerspiel Maniac Mansion aus dem Jahr 1987. Dabei hat man sich einige Freiheiten bezüglich der Hauptfiguren und Handlung erlaubt.
Die Sendung konzentriert sich auf die Edisons. Die Edisons sind eine Familie, die in einer Villa in der fiktiven US-amerikanischen Stadt Cedar Springs lebt. Ihr Oberhaupt ist der Vater Fred (Joe Flaherty), ein exzentrischer Wissenschaftler. Die weiteren Familienmitglieder sind seine Frau Casey (Deborah Theaker) und ihre Kinder, der Teenager Tina (Kathleen Robertson), der pubertierende Sohn Ike (Avi Phillips) und der kleine Sohn Turner (George Buza). Bei den Edisons leben auch Caseys Bruder Harry Orca (John Hemphill) und seine Frau Idella Muckle-Orca (Mary Charlotte-Wilcox).
Bevor die Fernsehserie begonnen hat, erbte Fred das Haus von seinem Vater, der auch Wissenschaftler war. Zum Erbe gehört auch ein böser Meteor, der unter dem Haus lebt und den Freds Großvater Louis einst fand. Der Meteor besitzt übernatürliche Kräfte und beeinflusst dadurch die Personen, die im Haus leben. Der Meteor war verantwortlich für die plötzliche Entwicklung des kleinen Jungen Turner zu einem ausgewachsenen Mann. Caseys Bruder Harry mutierte durch seinen Einfluss zu einer Chimäre mit einem menschlichen Kopf und dem Körper einer Fliege.
Durch verschiedene ungewöhnliche Experimente versucht Fred Edison, seine Familienmitglieder wieder in ihren ursprünglichen Zustand zurückzuversetzen. Neben diesen Science-Fiction-Handlungselementen folgte die Fernsehserie vor allem dem Schema einer typischen Sitcom. Die typischen Themen sind Geschwisterrivalität, Eheprobleme, schrullige Nachbarn und Teenagerängste.
Maniac Mansions Humor ähnelt dem der kanadischen Sketchsendung Second City Television („SCTV“). Von deren früheren Besetzung waren viele Schauspieler und Sketchschreiber an Manic Mansion beteiligt. Die Fernsehserie enthält viele Verweise auf die Popkultur und nimmt gelegentlich in Parodien Bezug auf Kinofilme, Fernsehserien und Werbespots. Diese Art von Humor zeichnete auch SCTV aus.
Das Durchbrechen der vierten Wand war ein wichtiger Bestandteil des Humors von Maniac Mansion. Von den Figuren wendete sich vor allem Harry häufig der Kamera zu und sprach davon, was sich in der Folge abspielte. Einige Folgen der Serie gingen sogar völlig über den fiktionalen Bezug der Fernsehserie hinaus. Diese Folgen fanden beispielsweise hinter den Kulissen der Fernsehserie statt. Dabei wird enthüllt, dass sich die Edisons in einer Sendung über ihr Leben tatsächlich selbst spielen.
Das in der Zukunft spielende Ende der Fernsehserie zeigt, wie der erwachsene Sohn Turner Edison als Fernsehverantwortlicher die Fernsehserie kreiert.

## Gaststars
- José Ferrer als er selbst (2x08 The Celebrity Visitor)
- Teri Austin als sie selbst, (2x10 und 2x11Lenny … One Amour Time, Teil 1 und 2)
- Dave Thomas als Hudgie DeRubertis (2x13, Buried by the Mob)
- Martin Short als Eddie O’Donnell (2x14 Down and Out in Cedar Springs)
- David Cronenberg als er selbst (2x19 Idella’s Breakdown)
- Andrea Martin als Dr. Fontana Blue (2x19 Idella’s Breakdown)
- Jayne Eastwood in verschiedenen Rollen
- Dewey Robertson als „The Atomizer“ (3x10 Wrestling with the Truth)
- Eugene Levy als Doc Ellis (3x17 Freddy had a Little Lamb)
- Jan Rubeš als Onkel Joe (3x20 It Ain’t Over ’Til Uncle Joe Sings)

## Entwicklung und Produktion
Die Idee, Maniac Mansion als Fernsehserie zu adaptieren, ging auf die beiden Animatoren Cliff Ruby und Elana Lesser von Lucasfilm zurück. Nachdem sie das Computerspiel Maniac Mansion gespielt und ihre Idee entwickelt hatten, legten sie das Konzept George Lucas vor, der auch das Potenzial des Projektes erkannte. LucasFilm schloss sich mit The Family Channel und der in Toronto ansässigen Produktionsfirma Atlantis Films zusammen und begann die Idee weiter auszuarbeiten.
Atlantis kontaktierte Eugene Levy, den früherer Drehbuchschreiber und Schauspieler von SCTV, und bot ihm die Chance, sich an der Entwicklung und Produktion der Sendung zu beteiligen. Atlantis’ ursprüngliches Konzept skizzierte Maniac Mansion als eine dunklere Horror-Comedy in der Art von The Munsters. Nachdem Levy dieses Konzept abgelehnt hatte, wurde ihm die kreative Kontrolle über die Fernsehserie übertragen. Levy rekrutierte einige seiner ehemaligen SCTV Kollegen und gestaltete die Sendung in eine Familiensitcom mit einigen Science-Fiction-Bestandteilen um.

## Ausstrahlung

### US-amerikanische und kanadische Ausstrahlung
Maniac Mansion wurde erstmals am 17. September 1990 im Family Channel gesendet. Kurz danach startete sie auch auf YTV.
Nach seinem Debüt erhielt Maniac Mansion sehr positive Kritiken. Time Magazine nannte es eine der zehn besten Shows von 1990 und bezeichnete es als „die verrückteste, süsseste Familiencomedysendung des Jahres“ („the looniest, sweetest family comedy of the year“). Entertainment Weekly beschrieb es als „100 % urkomisch“ („100-proof hilarious“), der Toronto Star nannte es „entzückend“ („delightful“) und „wundervoll innovatives und einfallsreiches Fernsehen“ („wonderfully innovative and imaginative TV“) und die Los Angeles Times nannte es „eine durchgestylte scharfkantige Comedy, die ein bisschen wie David Lynch auf Helium ist“ („stylized, sharp-edged comedy that's a bit like David Lynch on helium“).
Wahrscheinlich wegen zu schlechter Quoten in Nordamerika wurde die Serie nach 3 Staffeln und 66 Episoden eingestellt. Die Serie wurde auf Family Channel bis 1994, auf YTV bis 1997 und auf Showcase bis 2002 wiederholt. Sie ist seitdem nicht mehr im kanadischen oder US-amerikanischen Fernsehen gelaufen.

### Deutsche Ausstrahlung
Maniac Mansion wurde in Deutschland synchronisiert und von Tele 5 unter dem deutschen Titel Das Tollhaus von 1991 bis 1992 ausgestrahlt. 1995 übernahm Kabel eins die Ausstrahlung der Serie in Deutschland.

### Heimvideo
1992 brachte Family Channel Video die beiden ersten Episoden von Maniac Mansion (Flystruck und Fred’s A-Courtin’) auf VHS als Maniac Mansion: The Love Collection heraus. Das Band ist nicht mehr im Handel erhältlich. Kopien der VHS-Videokassetten erzielten auf Amazon bis zu 50 US-Dollar.
Trotz einer Internetpetition, die dafür eintritt, Maniac Mansion auf DVD herauszubringen, gibt es keine konkreten Pläne, die Fernsehserie auf DVD zu veröffentlichen.

## Unterschiede zum Computerspiel
Obwohl die Fernsehserie und das Spiel einige oberflächliche Ähnlichkeiten haben, unterscheiden sie sich in Handlung und Charakterisierung der Figuren stark voneinander.
Das Originalcomputerspiel, einer Hommage an B-Movie-Horrorfilme, handelt von einer Gruppe von Teenagern, die in einer Villa versuchen, ihre entführte Freundin zu retten. Das Haus wird von der verschrobenen, aber dennoch mordlustigen Familie Edison bewohnt. Dr. Fred, ein verrückter Wissenschaftler, ist dem bösen Meteor aus dem Weltraum verfallen. Seine Frau Edna, eine groteske, sexuell ausgehungerte Krankenschwester, hat sich auf BDSM verlegt. Ihr gemeinsamer eigenartiger Sohn ist ein paranoider, paramilitärischer Überlebenskünstler. Die Haustiere der Familie sind zwei sprechende, umherlaufende Tentakel.
Die Gewalt und der schlüpfrige Schwarze Humor, der ein Markenzeichen des Computerspiels ist, mussten in der Fernsehserie gestrichen werden, um sie familienfreundlich zu gestalten. Dadurch wurde die Handlung so stark verändert, dass sie nur noch eine vage Ähnlichkeit mit dem Computerspiel hat. Die Verbindung zwischen Fernsehserie und Computerspiel besteht darin, dass sich beide in einer Villa abspielen, die einen Meteor und Dr. Fred Edison beherbergt.
In der Fernsehserie wird Dr. Fred als gutherziger, aber unbeholfener Familienmensch porträtiert, im Gegensatz zum besessenen verrückten Wissenschaftler, wie er im Computerspiel gezeigt wird. Bei den anderen Mitglieder der Edisonfamilie wurden Name, Aussehen und Persönlichkeit geändert. Außerdem wurden ihnen zusätzliche neue Figuren zur Seite gestellt.
Der Meteor wird in der Fernsehserie selten erwähnt, obwohl er im Vorspann an prominenter Stelle gezeigt wird. Man sieht einem Zeitungsausschnitt, der beschreibt, wie Dr. Freds Großvater Louis Edison ihn unter seinem Haus entdeckt hat.
In der Fernsehserie kann Dr. Fred dabei beobachtet werden, wie er sich entweder bei Experimenten der übernatürlichen Kräfte des Meteors bedient oder an ihm selbst experimentiert.
Im Computerspiel Maniac Mansion: Day of the Tentacle, der Fortsetzung von Maniac Mansion aus dem Jahr 1994, wird die Fernsehserie kurz erwähnt. Sie dient als eines der Handlungselemente. Der Protagonist des Computerspiels muss die Tantiemen einsammeln, die Dr. Fred für die Erfindung der Fernsehserie, die auf dem Spiel Maniac Mansion basierte, versprochen worden sind. In der Fiktion des Computerspiels war die Fernsehserie sehr erfolgreich und brachte Millionen von Dollars ein.

## Verbindungen zu SCTV
Eugene Levy, der die Fernsehserie entwickelte, war Schauspieler und Drehbuchschreiber des Second City Television. Er entwickelte die Fernsehserie gemeinsam mit den früheren SCTV-Drehbuchautoren Michael Short, Paul und David Flaherty, sowie dem Regisseur Jamie Paul Rock. Gelegentlich trug SCTV-Schauspieler Peter Wildman einiges zum Drehbuch bei, ebenso wie Joe Flaherty, John Hemphill und Mary-Charlotte Wilcox.
Außer Kathleen Robertson und Avi Phillips standen alle Schauspieler der Fernsehserie mit SCTV in Zusammenhang. Joe Flaherty war Teil der Originalbesetzung, John Hemphill and Mary-Charlotte Wilcox waren unterstützende Schauspieler und Drehbuchschreiber in den späteren Staffeln, und George Buza erschien in einer einzigen Folge. Deborah Theaker war Teil der Bühnenshow The Second City, aber nicht der Fernsehserie.
Es gibt viele Bezüge zu SCTV in der Fernsehserie. Levy, Martin Short, Dave Thomas und Andrea Martin absolvierten alle einmalige Auftritte in der Fernsehserie, wie die unterstützenden Schauspieler Juul Haalmeyer, Tony Rosato und Robin Duke. Einige Witze wurden wiederverwendet, und in einigen Folgen konnten die Figuren von Count Floyd und Happy Marsden im Fernsehen gesehen werden.